# Färdlektyr
Färdlektyr är en serie novellantologier i pocketform. Den publicerades årligen 1998–2007 av läns- och lokaltrafiken i Sverige och delades ut gratis till svenska gymnasieelever.
Den första upplagan av Färdlektyr (1998) hade en upplaga om 390 000 exemplar och delades ut till resenärer och skolelever.
Från och med år 1999 ingick Färdlektyr i ett skolprojekt som drevs av Svenska lokaltrafikföreningen och läns- och lokaltrafikföretagen i Sverige. Syftet med projektet var att uppmuntra till läsande, skrivande och kollektivt resande. Färdlektyr hade då en upplaga om drygt 350 000 exemplar.
De flesta novellerna är skrivna av kända, etablerade författare eller andra kulturpersonligheter (bland andra Liza Marklund,  Zinat Pirzadeh, Mikael Niemi, Inger Alfvén, Åke Edwardson och Håkan Hellström), men genom en tävling på hemsidan valde man även ut tre noveller skrivna av gymnasieungdomar. Jämte dessa valdes det även ut en mängd dikter, publicerade av ungdomar på hemsidan, som också dessa publicerades i novellsamlingarna.